# اوچی‌آی، اوکایاما
اوچی‌آی، اوکایاما (به لاتین: Ochiai) یک منطقهٔ مسکونی در ژاپن است که در ناحیه چوگوکو واقع شده‌است. اوچی‌آی ۱۵٬۶۵۲ نفر جمعیت دارد.